# Muñoveros
Muñoveros er en by og kommune i det centrale Spanien i provinsen Segovia. Den har et indbyggertal på 145 (2024) indbyggere.